# くまのがっこう
『くまのがっこう』は、日本の子供向け絵本シリーズ。小熊の兄妹の物語。作者はあいはらひろゆき（文）とあだちなみ（絵）。ブロンズ新社から出版されている。レーベルはBANDAIキャラクター研究所の企画による絵本レーベル「PICT.BOOK」。

## 概要
バンダイキャラクター研究所が開発したオリジナルキャラクター第1号である。2002年8月10日に第1作『くまのがっこう』を発行した。以降シリーズ化され、2019年9月時点でシリーズ累計発行部数は222万部を突破している。
「PICT.BOOK」の第1弾は若い女性をターゲットにした『ブルーダーとラッケ』と『フライデイズ』であったが、絵本としては（そこそこ）売れたものの、バンダイとしては望む結果が出なかった。しかし、本来のターゲットであった若い女性以外に、30代の母親からも支持されていたことが判明した。そこで、続刊として30代の母親（とその子）をメインターゲットに『くまのがっこう』を発行したところ、大ヒットとなった。
山の上の学校の寄宿舎で暮らす12匹のくまのこたちのなんでもないけれどあったかい1日のお話。末っ子の「ジャッキー」を中心にいろいろな物語が展開される。ジャッキーは女の子であるが、他の11匹はすべて男の子である。他にもジャッキーの妹のような存在のルルとロロやジャッキーのボーイフレンド、しろくまのデイビットや、小鳥のチッチとピッピ、牛のマオマオ、その子供の子牛のミルクなど…色んなキャラクターがいる。
キャラクター商品は現在3000アイテムを越え、売り場も拡大している。
ジャッキーの誕生日は6月24日、本名は「ジャクリーヌ・フランソワ」である。

## タイアップなど
2007年からは料理教室ABCクッキングスタジオとコラボレーションした「ジャッキーズキッチン」という料理教室が展開され、2008年夏には5000人規模の子どもたちが参加するイベントとなった。
また、JALでは国内線にこのシリーズの絵本を標準搭載し、キッズマイレージカードの絵柄のキャラクターとしても使用している。
2009年1月に開催された松屋銀座店での「くまのがっこう絵本原画展」は6日間で3万人、日曜日1日で1万人が訪れた。
2010年12月には東宝系で劇場版「くまのがっこう ジャッキーとケイティ」が公開された。
阪急電鉄では2019年7月7日から2020年3月31日まで、ラッピング電車「えほんトレイン・ジャッキー号」（1000系・1300系を使用）が運行された。2022年4月27日からは出版20周年を記念して、スタンプラリーの開催、オリジナルヘッドマークの掲出（9000系・9300系を使用）などのイベントが開催されている。

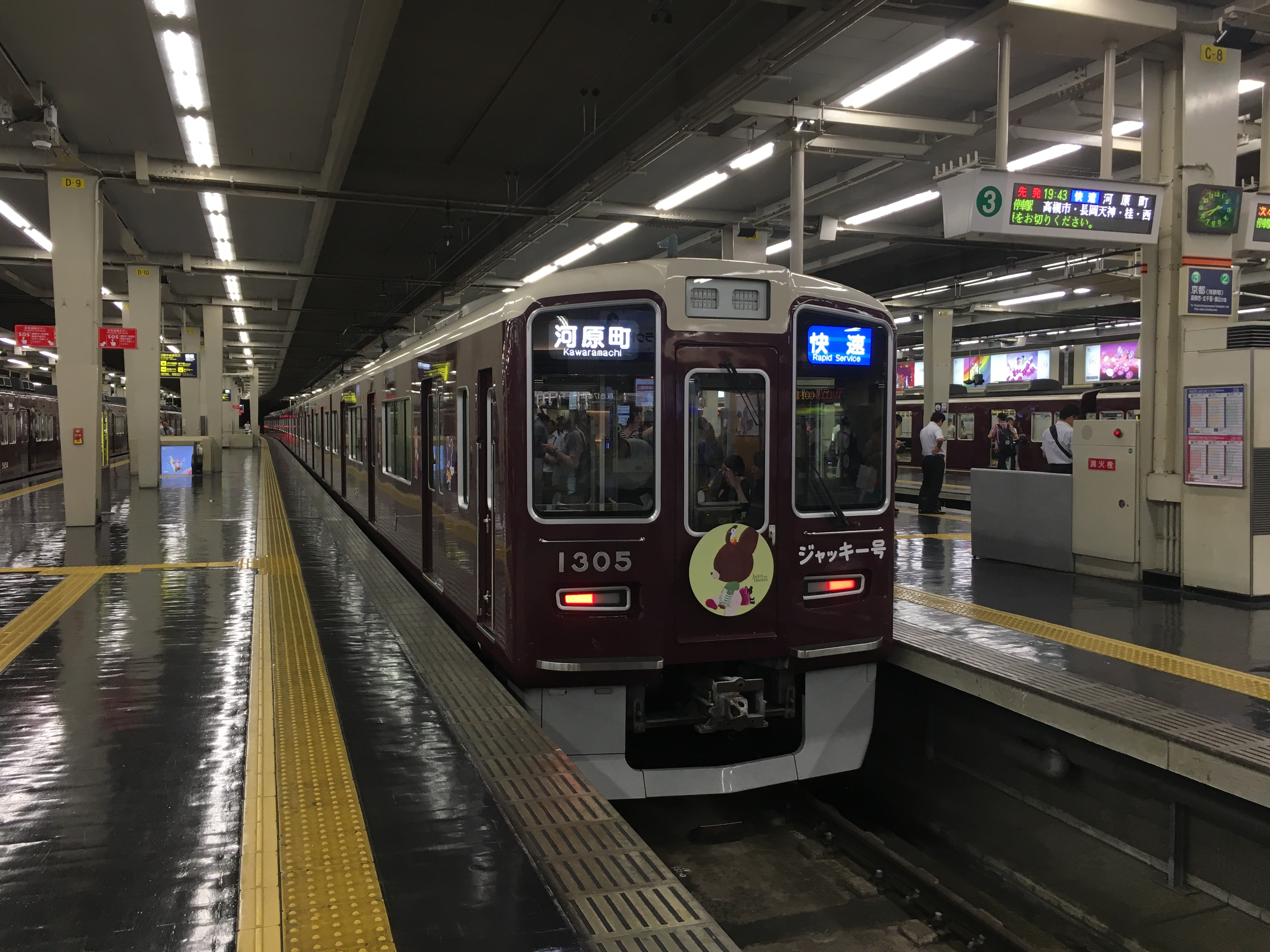
梅田駅に停車中の1305F快速河原町行

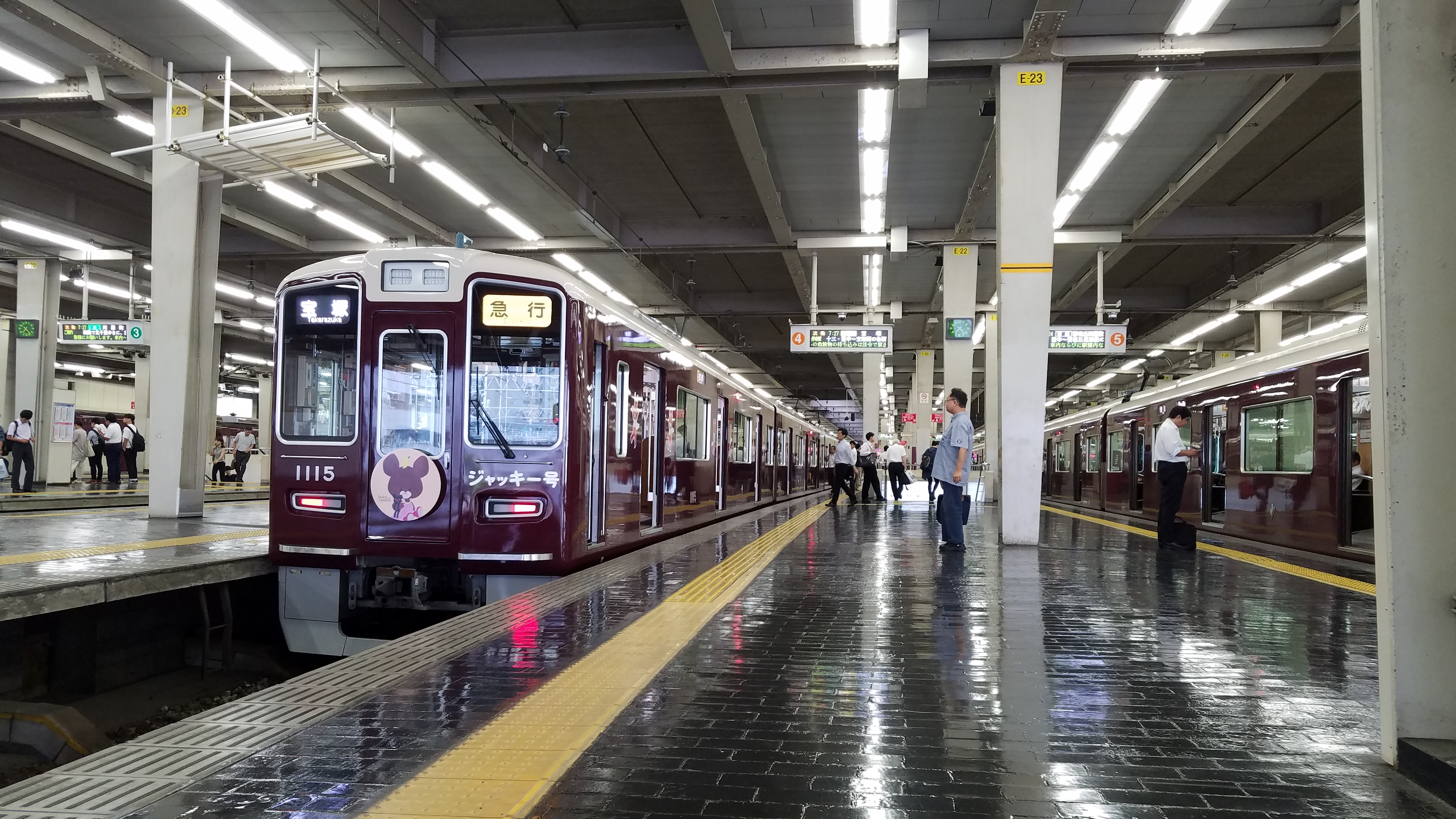
阪急宝塚線ジャッキー号1000系1015F
(2019年)

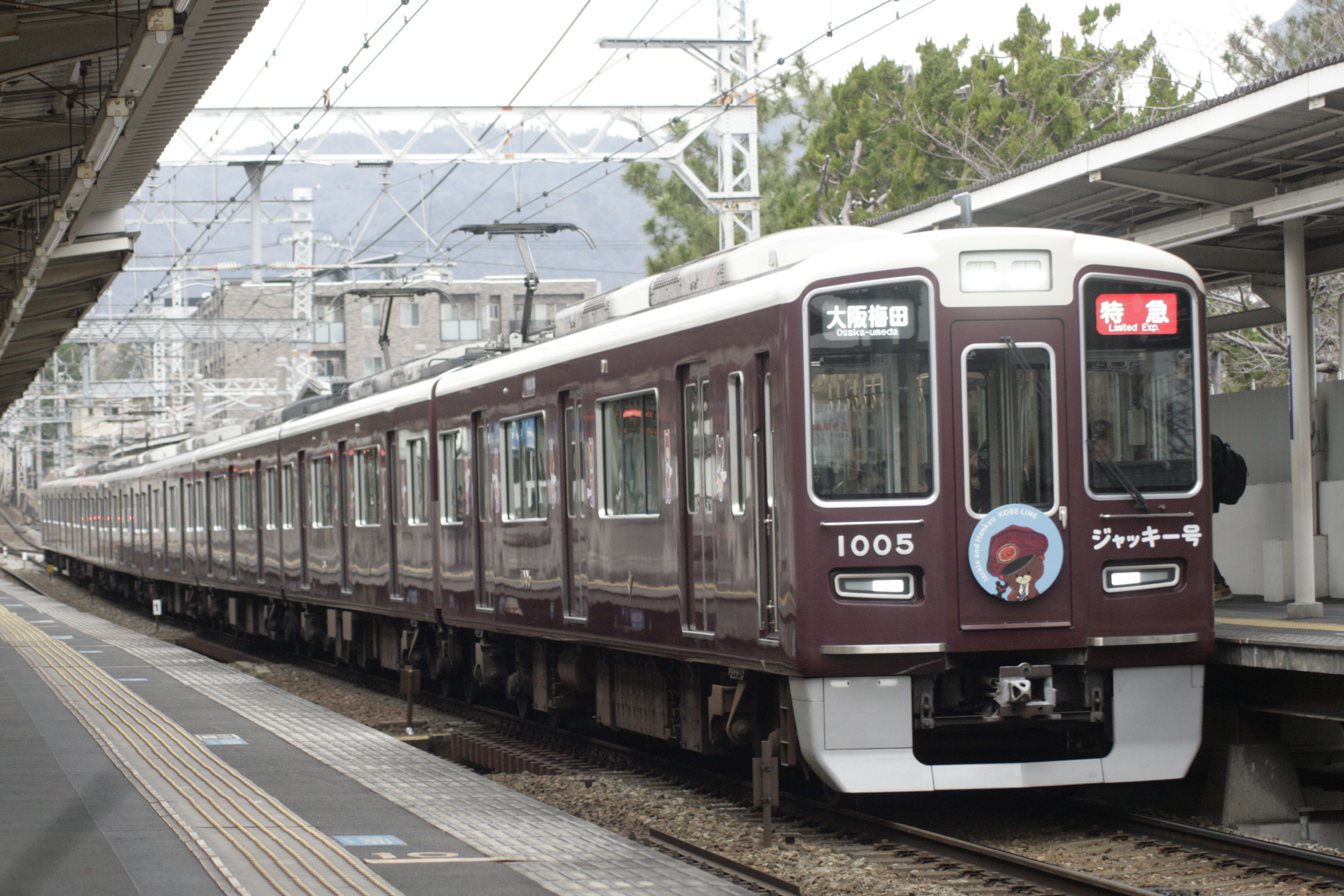
阪急1000系電車 (2代)えほんトレイン ジャッキー号《神戸線 1005F》
(2020年)

2022年12月6日には日本郵便より郵便切手が発行された。

## シリーズ作品

### オリジナル本編
絵本『くまのがっこう the bear's school』シリーズ（既刊：15冊）
- 絵：あだちなみ、文：あいはらひろゆき、ブロンズ新社〈PICT.BOOK〉

1. くまのがっこう（2002年8月、ISBN 4-89309-263-4）
2. ジャッキーのパンやさん（2003年2月、ISBN 4-89309-282-0）
3. ジャッキーのじてんしゃりょこう（2003年7月、ISBN 4-89309-297-9）
4. ジャッキーのおせんたく（2004年2月、ISBN 4-89309-316-9）
5. ジャッキーのおたんじょうび（2005年7月、ISBN 4-89309-364-9）
6. ジャッキーのうんどうかい（2006年8月、ISBN 4-89309-400-9）
7. ジャッキーのいもいと（2007年2月、ISBN 978-4-89309-410-0）
8. ジャッキーのトマトづくり（2008年2月、ISBN 978-4-89309-435-3）
9. ジャッキーのたからもの（2009年1月、ISBN 978-4-89309-458-2）
10. ジャッキーのはつこい（2010年2月、ISBN 978-4-89309-494-0）
11. ジャッキーのゆめ（2012年2月、ISBN 978-4-89309-538-1）
12. ジャッキーのクリスマス（2012年11月、ISBN 978-4-89309-551-0）
13. ジャッキーのしんゆう（2013年9月、ISBN 978-4-89309-573-2）
14. ジャッキーのつきへいく（2015年8月、ISBN 978-4-89309-606-7）
15. ジャッキーのしあわせ（2017年1月、ISBN 978-4-89309-625-8）

### 派生作品：1
オリジナル本編の絵本シリーズ同様に、発行元はブロンズ新社〈PICT.BOOK〉
絵本『くまのがっこう』ファーストブックシリーズ
- 絵：あだちなみ、文：あいはらひろゆき
- おはようジャッキー（2004年7月、ISBN 4-89309-327-4）
- おでかけジャッキー（2004年7月、ISBN 4-89309-328-2）
- いろいろジャッキー（2006年2月、ISBN 4-89309-387-8）
- まんまるジャッキー（2006年2月、ISBN 4-89309-388-6）
- くまのがっこう ファーストブックセット（上述4冊のセット、2006年10月、ISBN 978-4-89309-401-8）

絵本『くまのがっこうおでかけブック』
- 絵：あだちなみ、文：あいはらひろゆき

1. おはなしだいすき（2018年3月、ISBN 978-4-89309-642-5）
2. ゲームであそぼう（2018年3月、ISBN 978-4-89309-643-2）

その他
- ジャッキーのちいさなおはなし（絵：あだちなみ、文：あいはらひろゆき、2005年2月、ISBN 4-89309-350-9）
- ジャッキーのおかしブック（絵：あだちなみ、レシピ：山本ゆりこ、監修：あいはらひろゆき、2009年7月、ISBN 978-4-89309-475-9）

### 派生作品：2
＊ 15周年記念の展覧会図録を含め、他社から出版されているMook本など
- 誕生15周年記念：くまのがっこう展 = the bears' school EXHIBITION（朝日新聞社〈展覧会図録〉、2017 - 2018年、全国書誌番号:23009937）
- くまのがっこう : ジャッキーのおくりもの（宝島社〈e-mook〉、2010年12月、ISBN 978-4-7966-7946-6、※描き下ろしストーリー7話収録）
- くまのがっこう10th Anniversary BOOK : くまのがっこう10周年記念（宝島社〈e-mook〉、2012年4月、ISBN 978-4-7966-9733-0）
- ジャッキーのはるなつあきふゆ：くまのがっこう（宝島社〈フォト絵本〉、単著：あいはらひろゆき、2012年10月、ISBN 978-4-7966-9842-9）
- 「くまのがっこう」からうまれたがんばれ!ルルロロ（宝島社〈e-mook〉、2013年2月、ISBN 978-4-8002-0672-5）
- くまのがっこうジャッキーとケイティ（KADOKAWA、単著：あいはらひろゆき、2014年11月、ISBN 978-4-04-102339-6 ※映画のストーリーを絵本化）
- くまのがっこう ジャッキーの恋するスイーツBOOK（集英社〈FLOWER&BEE BOOK〉、2012年1月、ISBN 978-4-08-102138-3）
- ジャッキーの大好き!パンケーキBOOK：くまのがっこう（集英社、レシピ監修：福田淳子、2013年11月、ISBN 978-4-08-908200-3）
- くまのがっこう ジャッキー&デイビッドだいすきシールブック（メディアファクトリー〈シール帳〉、2011年11月、ISBN 978-4-8401-4259-5）
- くまのがっこう くまのこいっぱいシールブック（メディアファクトリー〈シール帳〉、2011年11月、ISBN 978-4-8401-4260-1）
- くまのがっこう ジャッキーのきせかえシールブック（メディアファクトリー〈シール帳〉、2012年9月、ISBN 978-4-8401-4802-3）

…その他

## アニメ映画

### くまのがっこう 〜ジャッキーとケイティ〜
2010年12月18日に公開（『チェブラーシカ』との併映）。
キャスト
- ジャッキー - 松浦愛弓
- ケイティ - 児玉絹世
- ケイティのパパ - 田中直樹（ココリコ）
- 語り - コトリンゴ

スタッフ
- 監督 - 児玉徹郎
- 脚本 - 中村誠、あいはら ひろゆき
- 企画協力 - キャラ研
- プロデューサー - 小野昌司、長谷川和彦
- エグゼクティブプロデューサー - 及川武
- 音楽 - コトリンゴ
- 主題歌 - コトリンゴ「falalafala」
- イメージソング - ジャッキーとコトリンゴ「くまのこジャッキーのうた」
- アニメーション制作 - ファンワークス
- 製作 - 劇場版「くまのがっこう」製作委員会
- 配給 - 東宝

### くまのがっこう パティシエ・ジャッキーとおひさまのスイーツ
2017年8月25日に公開（『ふうせんいぬティニー なんだかふしぎなきょうりゅうのくに!』との併映）。
キャスト
- ジャッキー - 逢田梨香子
- ミンディ - 東山奈央
- スー - TARAKO
- おばあさん - 真山亜子
- 村長 - チョー
- ジャン・ピエール - 高橋英則
- MC - 後藤ヒロキ
- 兄くま - 小西克幸、谷山紀章、鈴村健一、櫻井孝宏
- 語り - 蛯原英里

スタッフ
- 監督 - 児玉徹郎
- 脚本 - あいはら ひろゆき
- 美術監督 - 日野香諸里
- 音楽 - 浜渦正志
- 主題歌 - 横山だいすけ（コーラス：本田紗来）「さよならだよ、ミスター」
（ソニー・クリエイティブプロダクツ）
- アニメーション制作 - BN Pictures
- 製作 - 劇場版「くまのがっこう」製作委員会
- 配給 - 東宝

## テレビアニメ
上述の『ジャッキーのいもうと』を原作としたテレビアニメ『がんばれ! ルルロロ TINY★TWIN★BEARS』が、NHK教育テレビジョンの『Eテレキッズ』枠にあるミニアニメにて放送されている（現在は木曜日に放送）。各話5分。全26話。なお、これとは別に2014年春からテレビ朝日系列のCS局ディズニージュニアでショートアニメとして放送され始めた。最初は突発的に放送される扱いであり、その際の放送開始の日時は不明だが、2014年5月1日から、毎日午前9時54分〜10時の定時放送に変更された。
第2期は2014年9月25日から2015年3月までEテレにて放送された。全26話（午後5時25分〜5時30分）。
第3期は2016年1月から2016年3月まで放送された。全10話。
なお、マギーはルルとロロのことをそれぞれ「ルルーラ」「ロールロール」と呼ぶことがあるが、これはマギーが勝手に付けた“レディらしい名前”というだけで、2人の本名はルルとロロである。

### キャスト
- ルル - 清水詩音
- ロロ - 近貞月乃
- マギー - 小島一華
- おばあちゃん - 津田匠子
- ママ - 日髙のり子
- パパ - 鈴木琢磨
- きこりのおじさん - 辻親八
- パク - 稲葉菜月
- ペロ - 原涼子

### スタッフ
- 原案 - 文・あいはらひろゆき / 絵・あだちなみ『くまのがっこう ジャッキーのいもうと』より
- 監督 - 児玉徹郎（第1期）、うもとゆーじ（第2・3期）[10]
- 美術監督 - 日野香諸里[11]
- 音響監督 - はたしょう二
- 音楽 - 村山祐季子・岡田学
- アニメーション製作 - ファンワークス
- 製作・著作 - ルルロロプロジェクト（キャラ研、ファンワークス、ポニーキャニオン、フロンティアワークス、ゴッド・バード、クオラス、オープンアップス[12]）

### 各話リスト
| 第1期  | 第1期                                   | 第1期            | 第1期          | 第1期        | 第1期                 | 第1期    | 第1期      |
| 話数   | サブタイトル                            | 脚本             | 演出           | 3DCG         | 作画                  | イラスト | レイアウト |
| ------ | --------------------------------------- | ---------------- | -------------- | ------------ | --------------------- | -------- | ---------- |
| 1      | あわあわおばけ                          | あいはらひろゆき | 児玉徹郎       | たかあき     | 上甲トモヨシ          |          | 松井久美   |
| 2      | あかちゃんってたいへん!                 | あいはらひろゆき | 武藤健司       | 湯浅史子     |                       |          | 松井久美   |
| 3      | ねえ、みてみて                          | あいはらひろゆき | 松浦瞳         | 中山知美     |                       |          | 松井久美   |
| 4      | けいとやさんまでおつかいに              | あいはらひろゆき | きのしたがく   | 戸沼智子     |                       | 天本恵子 | 松井久美   |
| 5      | ママがおねつ!                           | あいはらひろゆき | 伊藤茂之       | 黒川匡子     | 野中晶史              |          | 松井久美   |
| 6      | すてきなおひめさま                      | 岡田麿里         | 沼口雅徳       | 小川凛太郎   |                       |          | 松井久美   |
| 7      | パーティーのごちそう                    | 岡田麿里         | うもとゆーじ   | 高橋ゆう子   |                       |          | 松井久美   |
| 8      | おでんわリンリン                        | 岡田麿里         | 伊藤茂之       | 黒川匡子     |                       | 大桃洋祐 | 松井久美   |
| 9      | こいしてる                              | 岡田麿里         | 武藤健司       | 川島英憲     |                       | 天本恵子 | 松井久美   |
| 10     | ふたりではんぶんこ                      | 岡田麿里         | 武藤健司       | 川島英憲     |                       |          | 松井久美   |
| 11     | ねむくない、ねむくない                  | あいはらひろゆき | 沼口雅徳       | 高柳陽       |                       |          | 松井久美   |
| 12     | こわーいおじさん                        | あいはらひろゆき | うもとゆーじ   | 高橋ゆう子   |                       |          | 松井久美   |
| 13     | さんりんしゃだいれーす                  | あいはらひろゆき | 武藤健司       | 中村啓       |                       | 大桃洋祐 | 松井久美   |
| 14     | おせんたくってすてき                    | あいはらひろゆき | 沼口雅徳       | 高柳陽       | 上甲トモヨシ          |          | 松井久美   |
| 15     | パパなんてだいっきらい!                 | あいはらひろゆき | 高戸谷一歩     | 池田篤史     |                       |          | 松井久美   |
| 16     | おはなさんをまもれ!                     | あいはらひろゆき | 武藤健司       | 中村啓       |                       |          | 松井久美   |
| 17     | たのしいさかなつり                      | あいはらひろゆき | 高戸谷一歩     | 齊藤裕允     | 上甲トモヨシ          |          |            |
| 18     | ふたごのにんじんさん                    | あいはらひろゆき | 武藤健司       | 中村啓       |                       |          |            |
| 19     | おうさまへのてがみ                      | あいはらひろゆき | うもとゆーじ   | 高橋ゆう子   |                       | 大桃洋祐 | 松井久美   |
| 20     | おきにいりのワンピース                  | あいはらひろゆき | 武藤健司       | 湯浅史子     |                       |          | 松井久美   |
| 21     | ゆめゆめみたら                          | 岡田麿里         | 伊藤茂之       | 黒川匡子     |                       | 天本恵子 |            |
| 22     | まいごのルルロロ                        | 岡田麿里         | 高戸谷一歩     | 佐藤友美     |                       |          | 松井久美   |
| 23     | おばあちゃんのおつかい                  | 岡田麿里         | 加藤由起       | 小岩寛満     |                       |          | 松井久美   |
| 24     | ことりのあかちゃん                      | あいはらひろゆき | 伊藤敬之       | 廣野有香     |                       |          | 松井久美   |
| 25     | オ・モ・イ・デ                          | あいはらひろゆき | 沼口雅徳       | 池田篤史     |                       | 大桃洋祐 |            |
| 26     | もりのようせい                          | あいはらひろゆき | 松井久美       | たかあき     |                       | 天本恵子 |            |
| 第2期  |                                         |                  |                |              |                       |          |            |
| 話数   | サブタイトル                            | 脚本             | 演出           | 3DCG         | 作画                  | イラスト | レイアウト |
| 1(27)  | かわいいおうじさま                      | 加藤綾子         | 徳永真利子     | さとうちひろ | 松井久美              | 天本恵子 | 千葉みどり |
| 2(28)  | われら、ぴーぷーおかたづけたい          | あいはらひろゆき | フジサワトミオ | 湯淺史子     | 松井久美              | 天本恵子 |            |
| 3(29)  | なんでもパクペロ                        | 加藤綾子         | 川崎芳樹       | 石田龍樹     | スズキハルカ 松井久美 |          |            |
| 4(30)  | ママをこまらせちゃえ                    | 加藤綾子         | 吉田健         | 喜納さゆり   | スズキハルカ 松井久美 | 天本恵子 |            |
| 5(31)  | マギーとまほうのりんご                  | あいはらひろゆき | 奥村優子       | 黒川歩       | 松井久美              | 天本恵子 |            |
| 6(32)  | かがみのくにのルルルとロロロ            | 加藤綾子         | 吉田健         | 一瀬文音     | 松井久美              | 天本恵子 | 三條明菜   |
| 7(33)  | あめのおんがくかい                      | 加藤綾子         | 松井久美       | 喜田裕介     | 田中美妃              | 天本恵子 | 千葉みどり |
| 8(34)  | まちきれないんだもん！                  | あいはらひろゆき | 奥村優子       | 田村磨美     | 松井久美              |          |            |
| 9(35)  | プロゴルファールルロロ                  | あいはらひろゆき | 川崎芳樹       | 山田桃子     | 松井久美              | 天本恵子 | 千葉みどり |
| 10(36) | うちのパパはちからもち？                | あいはらひろゆき | 徳永真利子     | 熊倉ちあき   | 松井久美              | 天本恵子 | 千葉みどり |
| 11(37) | むしばになっちゃった！                  | 加藤綾子         | 松井久美       | 喜納さゆり   |                       | 天本恵子 | 千葉みどり |
| 12(38) | マギーのおとまり                        | あいはらひろゆき | 横山彩子       | 菅原良太     | 松井久美              | 天本恵子 |            |
| 13(39) | ルルロロのおばけたいじ                  | 加藤綾子         | 赤羽祐香       | 二瓶真衣     | 松井久美              |          |            |
| 14(40) | いっぱいゆきだるま                      | 加藤綾子         | 島田沙知       | 長岡優布美   | 松井久美              |          |            |
| 正月SP | ミュージカルスペシャル ふたりっていいね | あいはらひろゆき | 松井久美       | 由水桂       |                       |          |            |
| 15(41) | スケートすってーん！                    | あいはらひろゆき | フジサワトミオ | 高橋ゆう子   | 松井久美              | 天本恵子 |            |
| 16(42) | すてきなサプライズ                      | 加藤綾子         | 川崎芳樹       | 井上貴絵     | 松井久美              | 天本恵子 |            |
| 17(43) | もう、パパったら！                      | あいはらひろゆき | 奥村優子       | 島朋子       | 松井久美              | 天本恵子 | 千葉みどり |
| 18(44) | ママのくちべに                          | 加藤綾子         | 吉田健         | 喜納さゆり   | 松井久美              |          |            |
| 19(45) | せっせとゴミそうじ                      | 加藤綾子         | 沼口雅徳       | 小口麗奈     | 松井久美              |          |            |
| 20(46) | せかいでいちばんのケーキ                | あいはらひろゆき | 吉田健         | 一瀬文音     | 松井久美              | 天本恵子 | 千葉みどり |
| 21(47) | まんまるふうせん                        | あいはらひろゆき | 横山彩子       | 島田沙知     | 松井久美              | 天本恵子 | 千葉みどり |
| 22(48) | さよなら、マギー？                      | 加藤綾子         | 松井久美       | 湯淺史子     |                       |          |            |
| 23(49) | おきにいりのハンモック                  | あいはらひろゆき | フジサワトミオ | 高橋ゆう子   | スズキハルカ 松井久美 |          |            |
| 24(50) | イモムシ、こわい？                      | 加藤綾子         | 吉田健         | 一瀬文音     | 松井久美              | 天本恵子 | 千葉みどり |
| 25(51) | うみはひろいな、たのしいな              | あいはらひろゆき | 松井久美       | 佐伯栄子     | スズキハルカ          | 天本恵子 | 千葉みどり |
| 26(52) | よるにおきるすてきなこと                | あいはらひろゆき | 深瀬沙哉       | 木村澪       | 松井久美              | 天本恵子 | 千葉みどり |
| 第3期  |                                         |                  |                |              |                       |          |            |
| 話数   | サブタイトル                            | 脚本             | 演出           | 3DCG         | 作画                  | イラスト | レイアウト |
| 1(53)  | これはなんのかぎ?                       |                  |                |              |                       |          |            |
| 2(54)  | ながれぼしさんにおねがい                |                  |                |              |                       |          |            |
| 3(55)  | つよーくなりたい!                       |                  |                |              |                       |          |            |
| 4(56)  | まっくらかいじゅう                      | 今井雅子         | 吉田健         | 富永つかさ   | 松井久美              | 天本恵子 | 千葉みどり |
| 5(57)  | やっぱりあげない                        |                  |                |              |                       |          |            |
| 6(58)  | ルルロロいろ                            |                  |                |              |                       |          |            |
| 7(59)  | おとなになるってすてき                  | あいはらひろゆき | 松井久美       | 島朋子       |                       | 天本恵子 | 千葉みどり |
| 8(60)  | らくちんうきわで、あ～しあわせ          | あいはらひろゆき | 由水桂         | 石原晴香     | 田中美妃              |          | 鮫島潔     |
| 9(61)  | しあわせのおやつ                        | あいはらひろゆき | 川崎芳樹       | 黒河歩       | 松井久美              |          | 千葉みどり |
| 10(62) | みんなみーんな、たいへんなんだあ        | あいはらひろゆき | 吉田健         | 一瀬文音     | 松井久美              | 天本恵子 | 鮫島潔     |

### 放送局
| 放送地域 | 放送局    | 放送期間       | 放送日時           | 備考                               |
| -------- | --------- | -------------- | ------------------ | ---------------------------------- |
| 日本全域 | NHK Eテレ | 2014年4月3日 - | 木曜 17:25 - 17:30 | 『Eテレキッズ』枠 リピート放送あり |

## ミュージカル
上述の『ジャッキーのたからもの』を原作としたミュージカル『くまのがっこうチャリティミュージカル　ジャッキー　あなたのたからものはなんですか？』が、毎年8月に行われる。

### 概要
「おとなになっても、おばあちゃんになっても、ずっと、ずっと…」
ジャッキーとおにいちゃんたちが紡ぐ「家族」の物語。ほんとうの「たからもの」とは？

### スタッフ
- 脚本・演出 - あいはらひろゆき
- 演出 - 圓山佳菜
- 作曲・振付 - 村山祐季子
- 編曲・音楽監督 - 岡田学
- 歌唱指導 - 久恒純子
- 演出補佐 - 市川ゆり